# Баксо
Баксо́, реже басо́ (индон. bakso, ba'so) — блюдо индонезийской кухни. Представляет собой фрикадельки особого типа, изготовляемые практически из любых видов мяса, рыбы и морепродуктов. Подаются, как правило, в бульоне либо супе, часто с добавлением лапши или овощей, иногда в жареном виде. Блюдо популярно в различных регионах страны, прежде всего, на Яве и Суматре. Имеет некоторое распространение за пределами Индонезии.

## Происхождение и распространение

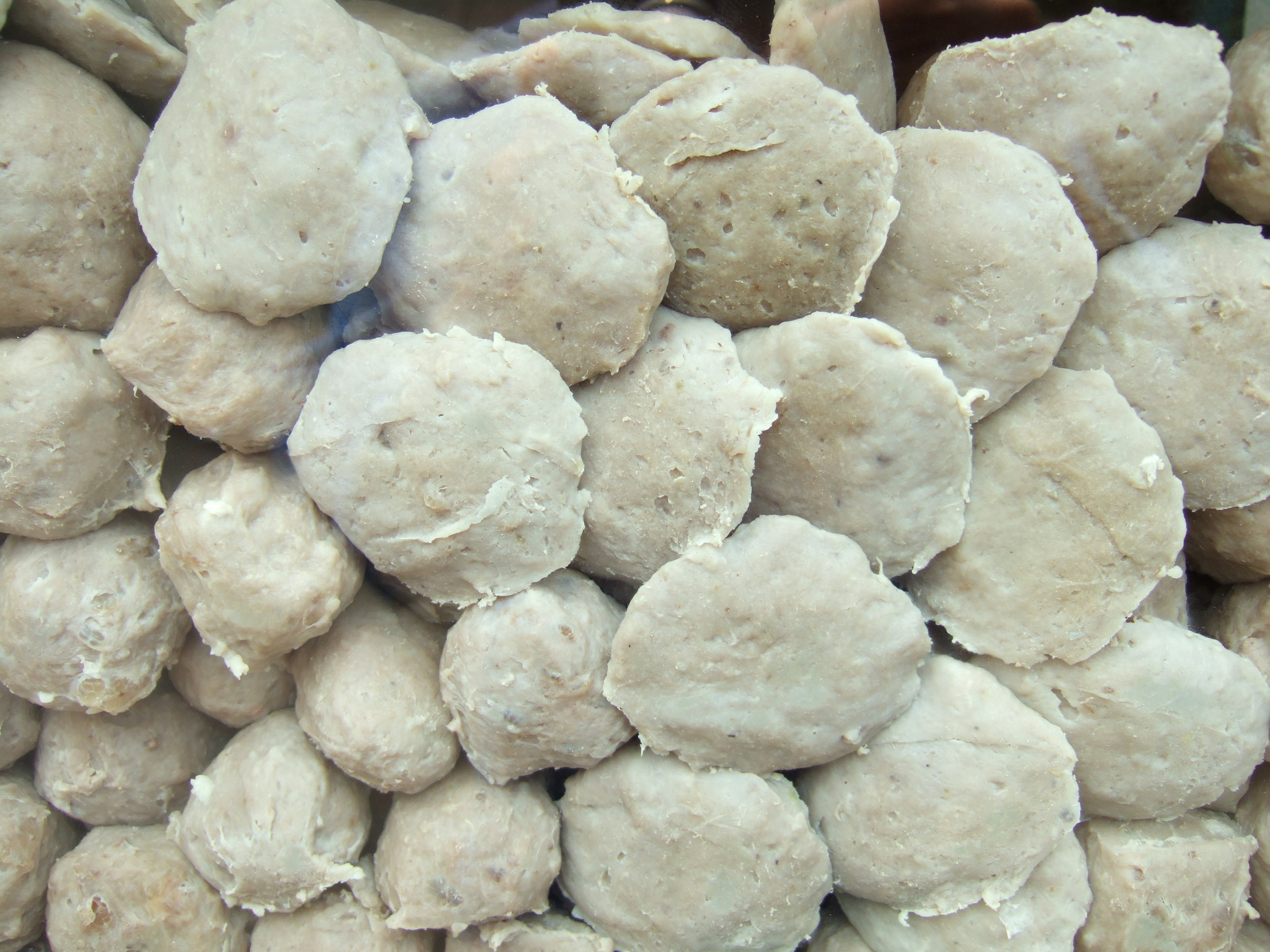
Готовые мясные баксо

Баксо не является в строгом понимании традиционным индонезийским блюдом. Его рецепт был заимствован из китайской кухни и распространился в Индонезии по мере расселения там выходцев из Китая. Собственно, название «баксо» происходит от китайского «ба-со» (кит. 肉酥, пиньинь ròusū, палл. жоусу, пэвэдзи: bah-so; буквально — «рассыпчатое мясо»). Вместе с тем, в XX веке оно приобрело настолько широкую популярность в различных индонезийских регионах — прежде всего, на Яве и Суматре, что в настоящее время воспринимается как в самой стране, так и за рубежом как одно из основных блюд индонезийской кухни. В частности, президент США Барак Обама, проведший детство в Джакарте, в телефонном разговоре с президентом Индонезии Сусило Бамбангом Юдойоно, состоявшемся в ноябре 2008 года, признался, что очень скучает по индонезийской еде, в частности, по баксо.
Во второй половине XX века баксо получило некоторое распространение и за пределами Индонезии, прежде всего, в сопредельных странах — Малайзии, Сингапуре, а также в Нидерландах, бывшей метрополии Индонезии.

## Приготовление и разновидности

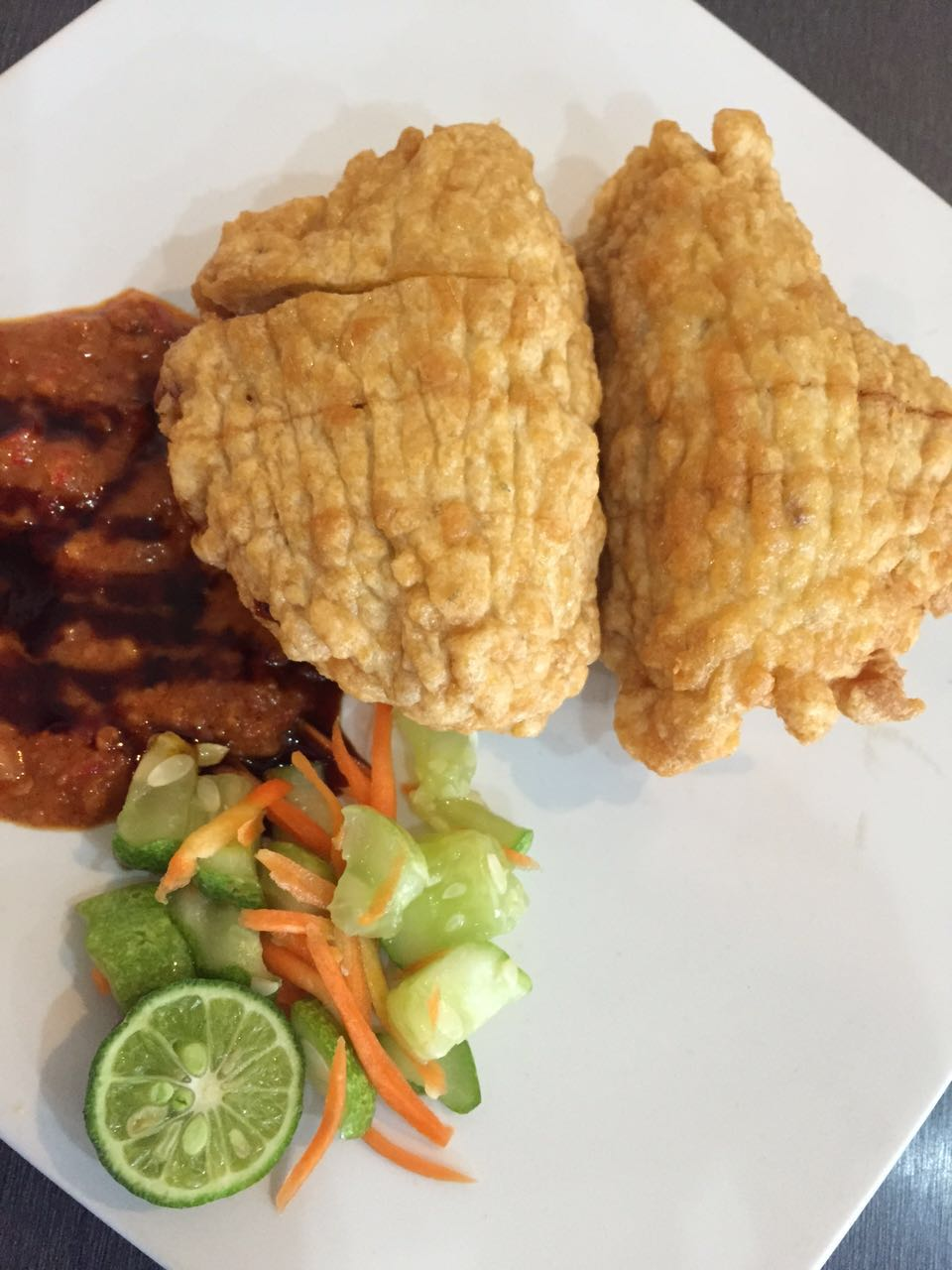
Батагор — особая разновидность баксо из жареного тофу

Баксо может готовиться практически из любых белковых продуктов: всех видов мяса, включая субпродукты, рыбы, морепродуктов и, реже, из тофу, темпе или некоторых видов овощей. Наиболее популярными являются говяжье, куриное, креветочное баксо и баксо из говяжьих потрохов. Существуют рецепты, предусматривающие смешение фарша из различных продуктов — например, из нескольких сортов мяса или из мяса и овощей. Изготовление баксо из свинины широко практикуется среди этнических китайцев, однако с учётом принадлежности большинства индонезийцев к мусульманской конфессии его распространение достаточно ограничено. Известны случаи заведения уголовных дел по факту продажи оптовиками базарным производителям баксо свинины под видом говядины — например, в Джакарте в 2012 году.
Продукты, предназначенные для баксо, тщательно отбиваются и перерабатываются в очень мелкий вязкий фарш (в рыбном варианте он практически идентичен японскому сурими). Традиционно для этих целей применяются специальные металлические топорики, однако в настоящее время всё чаще используются ручные и электрические мясорубки и кухонные комбайны.
В фарш добавляется небольшое количество муки — обычно тапиоковой или саговой, реже кукурузной, соль и молотый красный перец по вкусу. Из него формируются круглые фрикадельки диаметром, как правило, 3—5 сантиметров.  Иногда внутрь фрикадельки помещается какая-то начинка, например, варёное перепелиное яйцо или кусочек тофу.
Из-за особой вязкости фарша фрикадельки получаются исключительно плотными и тугими. Именно эта консистенция отличает баксо от большинства других рубленых кулинарных изделий, в частности от немного менее распространённого в Индонезии блюда — пемпека — фрикаделек, изготовляемых из достаточно рыхлого, исключительно рыбного фарша с добавлением намного большего количества саговой муки.
Баксо чаще всего варят в большом количестве воды. Однако достаточно популярен и жареный вариант, который готовится на сковороде или воке в небольшом количестве растительного масла. Иногда обжариваются уже варёные фрикадельки.
Баксо изготовляется не только в домашних или кустарных условиях, но и промышленным образом. При промышленном производстве в фарш могут добавляться различные консерванты, пищевые красители, искусственные ароматизаторы и усилители вкуса, а также пищевые загустители и стабилизаторы, усиливающие вязкость фарша, в частности, трифосфат натрия и бура. В последнее время в индонезийских СМИ озвучивается озабоченность по поводу возможного негативного воздействия содержащейся в покупных баксо буры на здоровье потребителей.

## Продажа и употребление

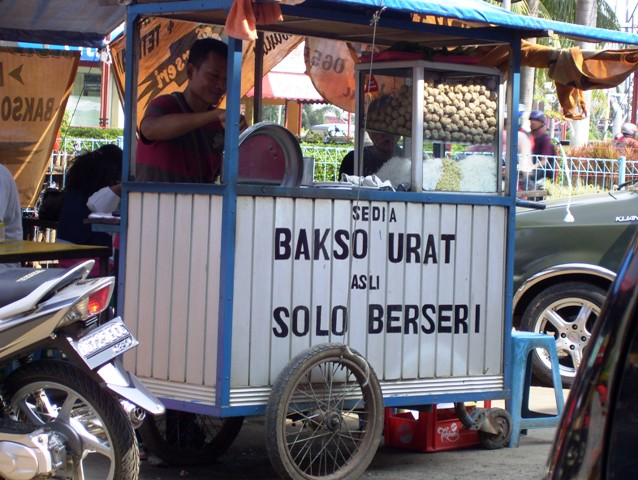
Уличный торговец баксо

Баксо различных видов широко продается в Индонезии в продовольственных магазинах всех уровней. В продажу оно поступает как готовым, так и в сыром виде, являясь одним из наиболее популярных пищевых полуфабрикатов. Баксо и блюда с ним, как правило, присутствуют в меню предприятий общепита, специализирующихся на национальной кухне, а также повсеместно продаются уличными разносчиками. В тележках разносчиков фрикадельки, бульон и различные добавки хранятся обычно в разных ёмкостях и смешиваются в миске по желанию покупателя.
Варёные фрикадельки обычно подают в бульоне либо в лапше, а также запускают в различные супы. Жареные чаще всего подаются с рисом или лапшой.  
Различные регионы специализируются на тех или иных сортах баксо. Фрикадельки из рыбы и морепродуктов традиционно распространены в прибрежной местности, мясные и куриные — повсеместно. Некоторые сорта, считающиеся «специальностью» определённых городов или местностей, приобрели общенациональную популярность под соответствующими названиями — например, баксо по-малангски: варёные мясные фрикадельки в бульоне с лапшой, тофу и пельменями. С конца 1980-х годов на Западной Яве большой популярностью пользуется сорт баксо, приготовляемый из тофу и подаваемый в жареном виде, который получил примечательное акронимное название батаго́р (от bakso tahu goreng — жареное баксо из тофу).

## Галерея

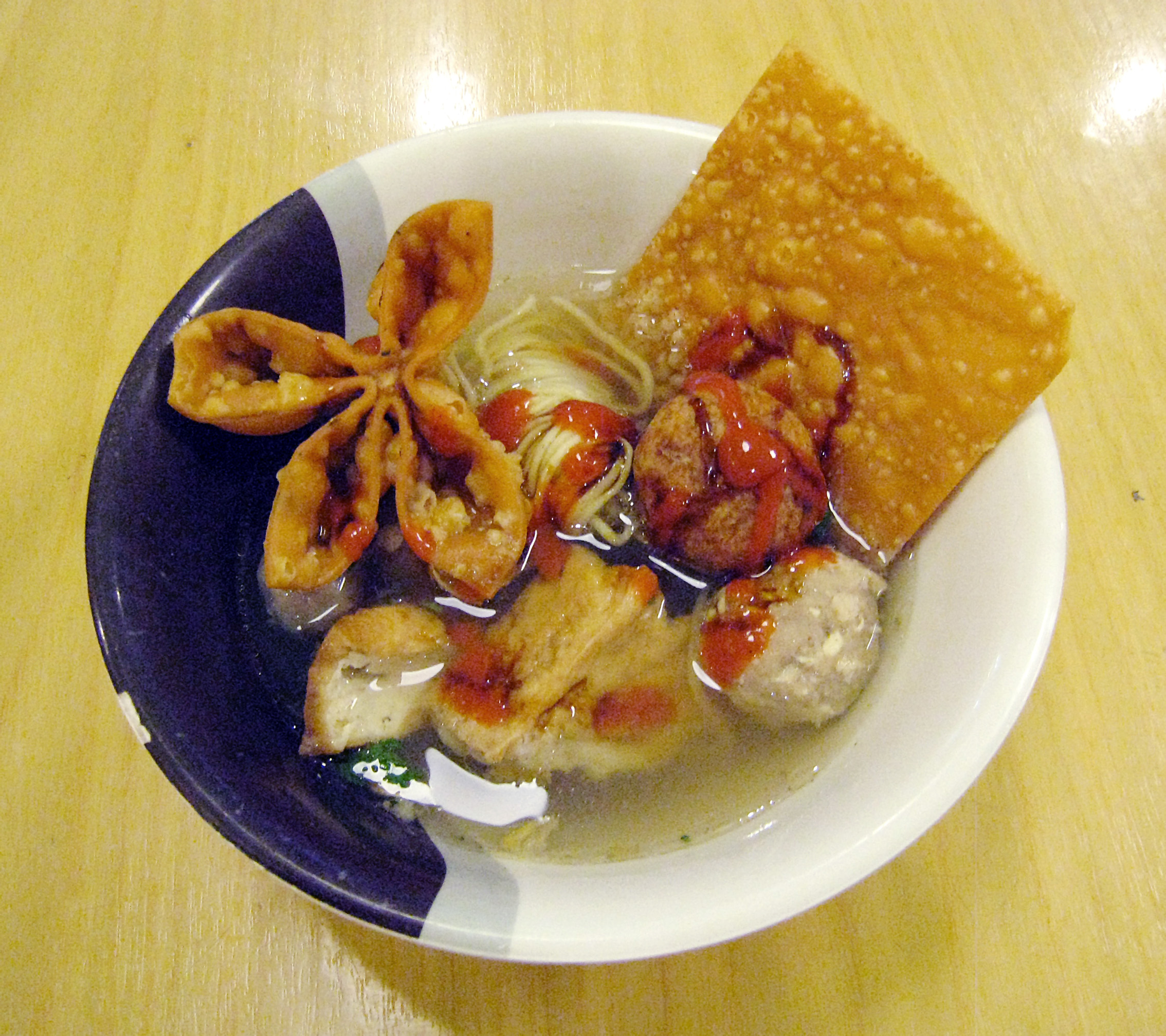
Баксо по-малангски — с тофу, пельменями и крупуком
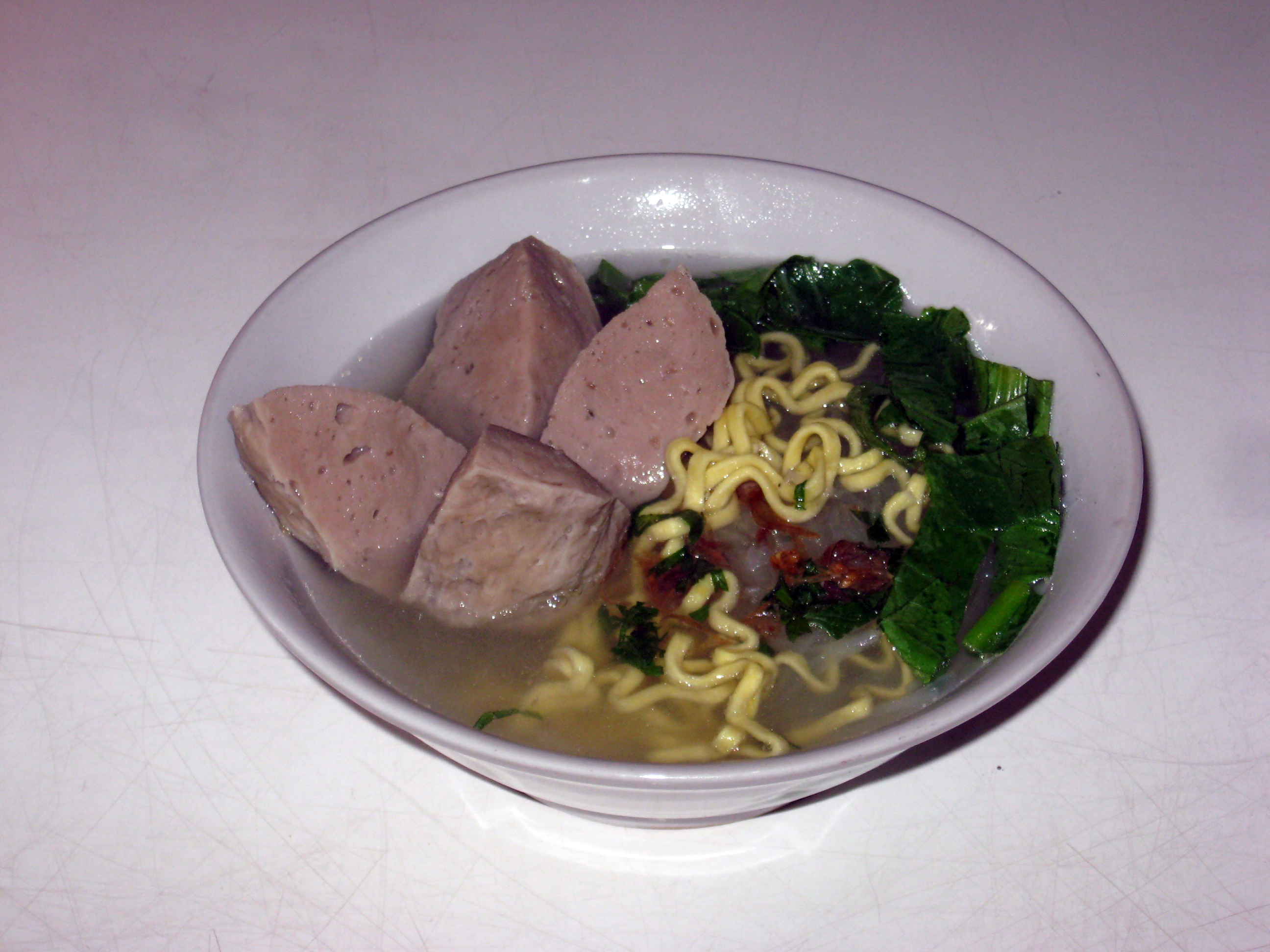
Крупный шарик баксо, разрезанный на четвертинки, в бульоне с лапшой
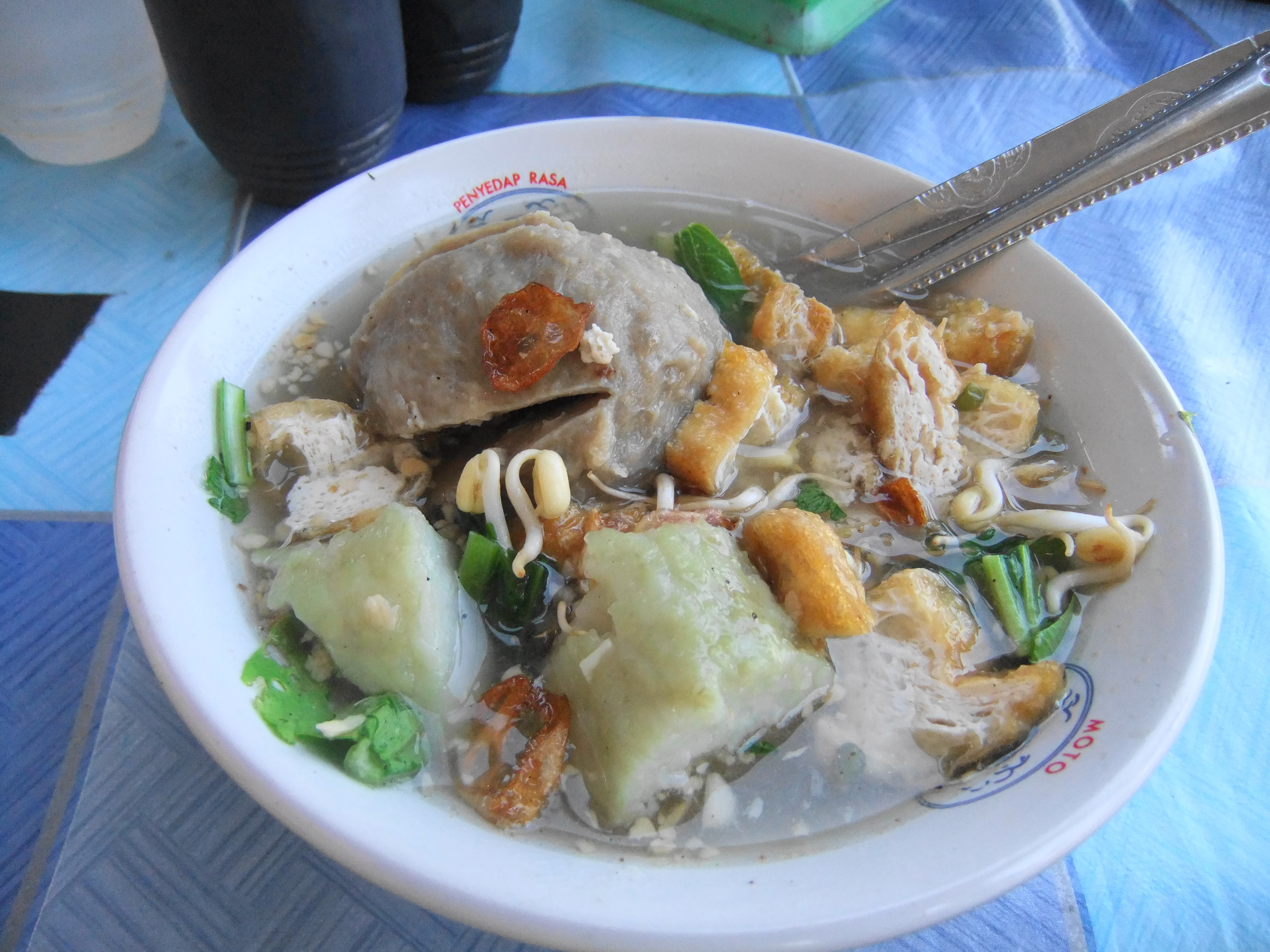
Баксо в супе с кетупатом
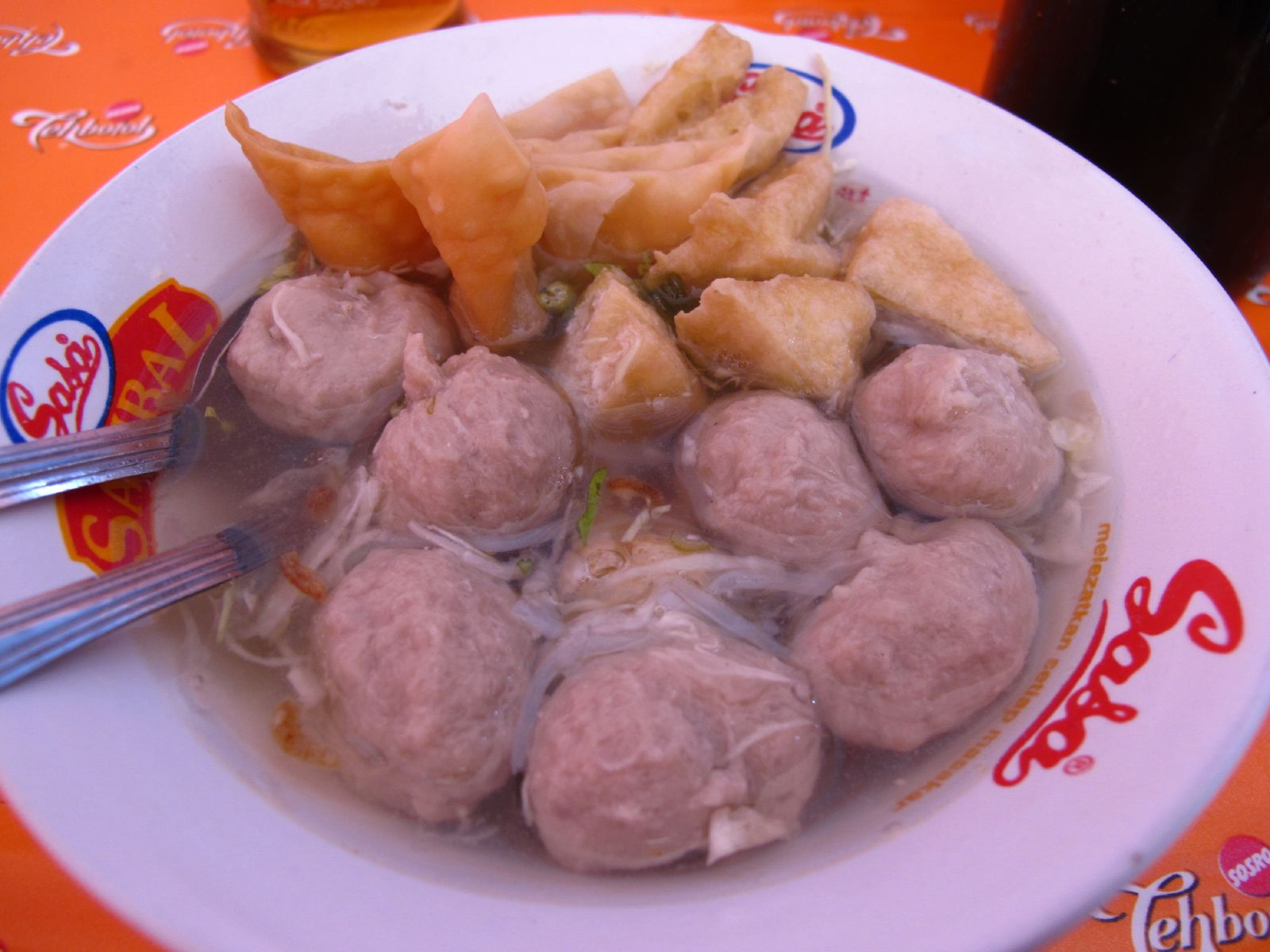
Баксо с лапшой и крупуком. Бали
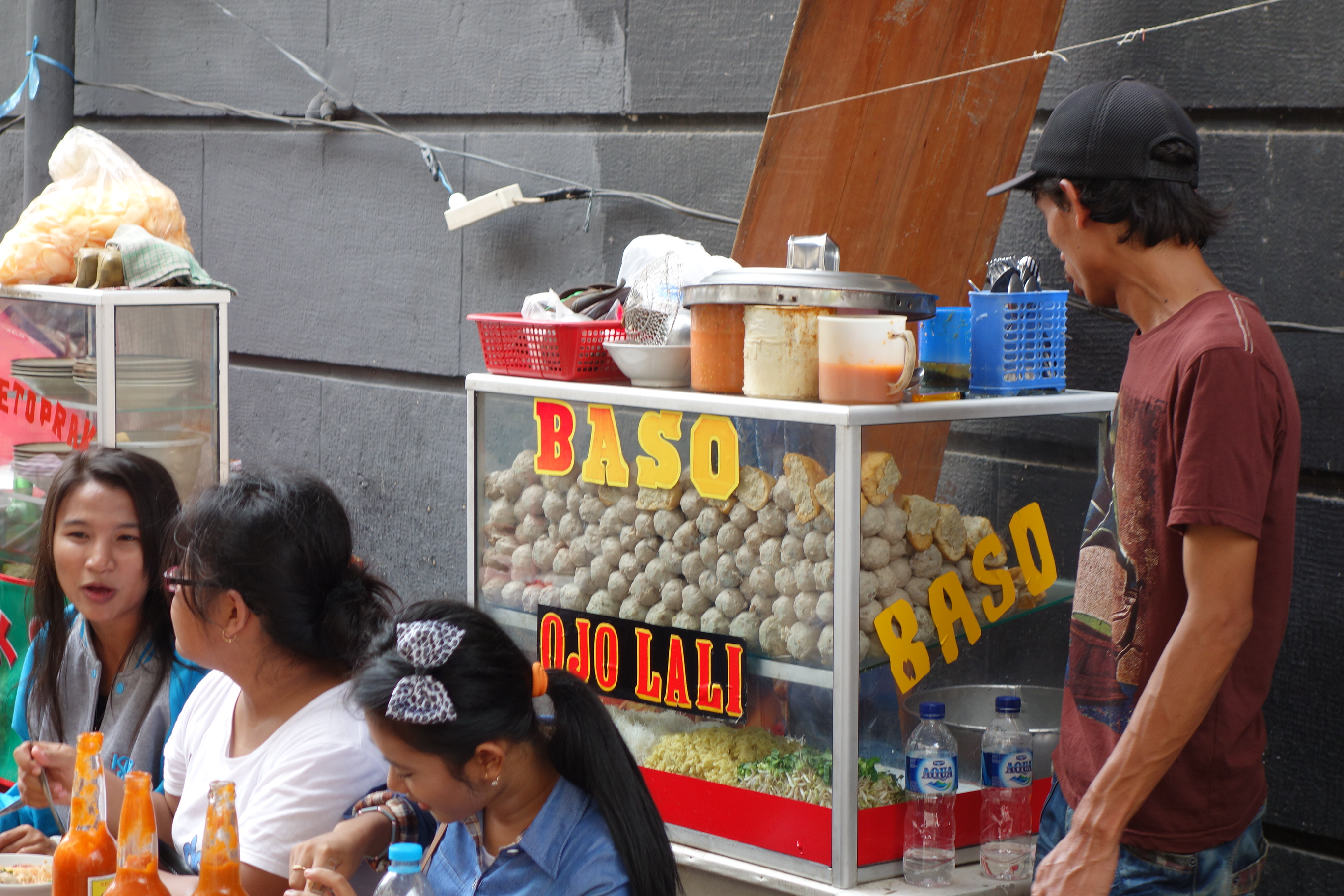
Уличная торговля баксо, Джакарта